# Brometo de n-propila
Brometo de n-propila (também brometo de 1 - propila ou 1-bromopropano) é um composto químico orgânico incolor e inflamável. Tem a fórmula C3H7Br. É um solvente orgânico usado para a limpeza de superfícies metálicas, remoção de resíduos de solda de placas de circuitos eletrônicos e como um solvente de adesivo. Possui um odor muito intenso.